# Buxton, Maine
Buxton är en kommun i York County i delstaten Maine, USA.